# Cercle (Suisse)
Pour les articles homonymes, voir Cercle (homonymie).
En Suisse, un cercle (en allemand : Kreise ; en italien : circolo ; en romanche : circuls) est une subdivision administrative existant dans certains cantons comme échelon entre le district et la commune. On trouve aussi des cercles au sein des communes et autrefois dans certaines administrations fédérales.

## Cercles cantonaux
Les cercles voient le jour avec l'acte de médiation en 1803 dans les cantons de Thurgovie, de Vaud, du Tessin, d'Argovie et de Saint-Gall, rejoints par les Grisons en 1851 où ils remplacèrent les anciennes juridictions.
Leur rôle varie selon les cantons, par exemple :
- En Argovie et en Thurgovie ils ont un rôle de justice de paix et ont chacun un tribunal et des fonctionnaires ;
- Le canton de Vaud comptait des cercles électoraux destinés à organiser les assemblées chargées d'élire les députés du Grand Conseil et les fonctionnaires des cercles de justice de paix ou des notaires.

La compétence judiciaire des cercles est transférée aux districts en Thurgovie en 1849 et en Argovie en 1852, provoquant la disparition de facto des cercles, tandis que le canton de Saint-Gall les abolis totalement en 1831. Dans les Grisons, ils restèrent la première instance judiciaire jusqu'en 2001, date du transfert aux districts.
L'instauration du vote à bulletin secret au cours du XXe siècle retire aux cercles tout rôle électoral, sauf dans les Grisons où ils gardèrent un rôle de découpage électoral ainsi que judiciaire.
Dans le canton de Vaud, les 60 cercles disparaissent en 2008 lors de la réforme territoriale qui conduit à la réduction de 19 à 10 districts et en 2016 dans les Grisons lors du remplacement des districts par des régions. En 2017, seul le canton du Tessin possède encore des cercles[réf. nécessaire].

## Cercles fédéraux
Plusieurs administrations fédérales ont autrefois possédés des cercles, regroupant plusieurs cantons :
- Les PTT : 11 cercles, abolis en 1997 ;
- Les CFF : 3 cercles, abolis en 1998 ;
- Les douanes : 4 cercles, abolis en 2000 ;
- Régie fédérale des alcools : 11 cercles, abolis en 2000 ;
- Armée : Arrondissements de division et arrondissements du service territorial : 24 en 1947, supprimés en 1994.

## Cercles communaux
Certaines villes ont des cercles scolaires et les subdivisions de Zurich, appelées arrondissements en français sont appelés Kreis en allemand.